# Platambus sogdianus
Platambus sogdianus là một loài bọ cánh cứng trong họ Bọ nước. Loài này được Jakovlev miêu tả khoa học năm 1897.